# La rivincita di Natale
Série
Regalo di Natale
(1986)
Pour plus de détails, voir Fiche technique et Distribution.
La rivincita di Natale est un film italien réalisé par Pupi Avati, sorti en 2004. Il s'agit de la suite de Regalo di Natale (1986) du même réalisateur.

## Synopsis
Franco, qui a été défait au  poker 18 ans plus tôt, est aujourd'hui un grand industriel et producteur de films, et il va avoir la revanche de jeu. Au début, pendant la partie de poker, Franco perd beaucoup d'euros, mais au bout d'un moment, il réussit à marquer beaucoup de points. À la fin du match, ses amis partent vaincus et Franco se rend compte qu'il est resté seul à cause d'un jeu, car il a perdu l'estime de ses camarades.

## Fiche technique
- Titre : La rivincita di Natale
- Réalisation : Pupi Avati
- Scénario : Pupi Avati
- Photographie : Pasquale Rachini
- Montage : Amedeo Salfa
- Musique : Riz Ortolani
- Production : Antonio Avati
- Pays d'origine : Italie
- Genre : comédie dramatique
- Date de sortie : 2004

## Distribution
- Diego Abatantuono : Franco Mattioli
- Gianni Cavina : Ugo Cavara
- Carlo Delle Piane : Avocat Santelia
- George Eastman : Stefano Bertoni
- Alessandro Haber : Gabriele Bagnoli
- Nino Fuscagni : Maurizio
- Valentino Macchi : Controllore
- Eliana Miglio : Mariarosa Boscovich